# Грубоньово
Грубоньово (словац. Hruboňovo) — село, громада округу Нітра, Нітранський край. Кадастрова площа громади — 11.55 км². Протікає Перковський потік.
Населення 519 осіб (станом на 31 грудня 2018 року).

## Історія
Грубоньово згадується 1247 року.

## Населення
| Рік:            | 1994. | 2004.   | 2014.   | 2024.    |
| --------------- | ----- | ------- | ------- | -------- |
| Кількість осіб: | 464   | 487     | 502     | 588      |
| Різниця:        |       | +4,95 % | +3,08 % | +17,13 % |

| Рік:            | 2023. | 2024.   |
| --------------- | ----- | ------- |
| Кількість осіб: | 575   | 588     |
| Різниця:        |       | +2,26 % |